# Melanerpes santacruzi
Espèce
Melanerpes santacruzi est une espèce d'oiseaux d'Amérique appartenant à la famille des Picidae.

## Répartition
Ce pic possède une aire de distribution qui va de l'est du Mexique au sud du Nicaragua. On le trouve aussi sur des îles au large du Honduras.

## Taxinomie
Cette espèce est séparée du Pic à front doré (Melanerpes aurifrons) par le Congrès ornithologique international suivant les travaux de García-Trejo et al. (2009). Elle est constituée de 10 des 11 sous-espèces qui constituaient auparavant le Pic à front doré.